# Raión de Stari Oskol
El raión de Stari Oskol (ruso: Старооско́льский райо́н) es un distrito administrativo (raión) ruso perteneciente a la óblast de Bélgorod. Comprende un conjunto de áreas rurales ubicadas al norte de la óblast, en torno a la ciudad de Stari Oskol, que a efectos administrativos (desconcentración) no forma parte del raión pero alberga su sede administrativa, quedando la ciudad en sí en un enclave en la parte noroccidental del raión. El raión limita al norte con la óblast de Kursk y al este con la óblast de Vorónezh.
Sin embargo, en 2007 se fusionó el ayuntamiento urbano de Stari Oskol con los diecinueve asentamientos rurales que había en el raión, por lo que todo el conjunto comparte un único autogobierno local bajo la forma jurídica de ókrug urbano (Старооско́льский  городско́й о́круг). En 2013 se redujo su territorio, al pasar el territorio de dos antiguos asentamientos rurales del raión de Stari Oskol al vecino raión de Gubkin.
En 2021, el ókrug urbano tenía una población de 256 564 habitantes, de los cuales 221 676 vivían en la propia ciudad de Stari Oskol y los restantes 34 888 en el territorio rural propio del raión administrativo. Este territorio rural se divide geográficamente en diecinueve unidades administrativas rurales, que no se corresponden exactamente con los antiguos ayuntamientos que se unieron para formar el actual ókrug urbano. Las principales localidades rurales son Gorodishche, Rogovátoye (estas dos primeras de unos tres mil habitantes cada una), Fedoséyevka, Peschanka (estas otras dos de unos dos mil habitantes cada una), Shatalovka, Neznámovo, Soldátskoye, Kaplino, Obujovka y Monákovo (estas seis últimas de unos mil habitantes cada una). Hay un total de 77 localidades rurales en el raión.